# صیدون (خوزستان)
صِیدون، شهری در بخش مرکزی شهرستان صیدون در استان خوزستان ایران است. این شهر مرکز شهرستان صیدون است. مردم این شهر لرتبار و از ایل بهمئی هستند و به زبان لری با گویش بهمئی صحبت می‌کنند. 

## زبان
بر پایه ایران اطلس عمده مردم صیدون به گویش لری بهمئی سخن می‌گویند.

## جمعیت
بر پایه سرشماری عمومی نفوس و مسکن در سال ۱۳۹۵، جمعیت شهر صیدون برابر با ۷٬۶۵۰ نفر (۱٬۸۰۳ خانوار) بوده است.